# Фен Кунь
Фен Кунь  (кит.: 馮 坤, 28 грудня 1978) — китайська волейболістка, олімпійська чемпіонка.

## Виступи на Олімпіадах
| Олімпіада  | Дисципліна | Місце |
| ---------- | ---------- | ----- |
| Афіни 2004 | волейбол   | 1     |
| Пекін 2008 | волейбол   | 3     |